# Temps cognitiu lent
El temps cognitiu lent (TCL), també anomenat trastorn per dèficit de concentració, és un trastorn atencional, caracteritzat per inconsistència emocional i lentitud motora i conductual.
Actualment, seguint el manual diagnòstic de trastorns mentals de referència DSM-5 només existeix un únic trastorn atencional, el trastorn per dèficit d'atenció amb hiperactitat (TDAH). Tot i això, hi ha un grup significatiu de subjectes que, malgrat sovint són diagnosticats de TDAH de predomini inatent, presenten un perfil que difereix significativament del que és habitual en el TDAH. A diferència d'aquests, es caracteritzen per presentar símptomes com “somiar desperts” o mostrar una gran letargia de resposta. A més, acostumen a mostrar una hipoactivitat motriu i no evidencien dificultats executives, que segons el psicòleg clínic Russell Barkley són una característica central del TDAH. Degut a aquestes i d'altres diferències, sembla que aquest conjunt de símptomes podria constituir un nou trastorn atencional anomenat temps cognitiu lent.

## Signes i símptomes
Malgrat no hi ha criteris diagnòstics oficials del TCL, els investigadors han identificat els símptomes més representatius del subjectes amb aquest trastorn, que semblen ser específics i diferenciats del TDAH-I:
- té problemes en estar despert o en alerta
- mostra emboirament mental o és fàcilment confós
- s'encanta molt
- està dispers
- mostra letargia
- hipoactiu
- lent
- no processa les preguntes o explicacions adequadament
- aparenta estar somnolent / endormiscat
- apàtic / reservat
- perdut en els seus pensaments.

Aquests símptomes es poden agrupar en dues dimensions, una cognitiva -inconsistència atencional- i una motora/conductual -lentitud-. Aquestes dues dimensions correlacionen més entre elles que amb les del TDAH, essent un indicador més de que es tracta d'un trastorn diferenciat.

### Neuropsicologia
La investigació en aquest àmbit és encara molt reduïda avui dia, sobretot si la comparem amb la realitzada en el TDAH. Alguns estudis han trobat que els nens amb TCL tenen problemes en l'atenció selectiva. D'altres, indiquen una baixa velocitat de processament, que no és trobada en d'altres estudis. Finalment, Skirbekk i col·laboradors semblen indicar un dèficit en la memòria espacial.
A nivell executiu, un dels problemes centrals dels subjectes amb TDAH, les persones amb TCL no semblen presentar un dèficit rellevant, excepte en aspectes metacognitius com la planificació o organització. Aquesta seria una altra de les principals diferències entre ambdós trastorns.

### Problemes associats
Malgrat, com s'ha comentat, les evidències indiquen que el TCL i el TDAH són trastorns independents, no és menys cert que la comorbiditat entre tots dos és important. Així, en l'estudi de Barkley, un 59% dels nens amb TCL presentaven també TDAH, la majoria dels quals TDAH-I, confirmant el què ja apuntaven estudis anteriors. De la mateixa manera, tornant a Barkley, un 39% dels nens amb TDAH complien també els criteris de TCL.
A banda del TDAH, el TCL presenta una relació positiva amb problemes internalitzants, ansietat i depressió, i una relació inexistent o fins i tot negativa amb problemes de conducta i el trastorn negativista-desafiant. Aquestes dades difereixen notablement de les pròpies del TDAH.
Finalment, cal destacar que la comorbiditat de TDAH + TCL s'associa amb una presència més alta d'altres trastorns (com problemes de conducta o depressió) que cadascun d'ells per separat.

## Causes
Molt pocs estudis han examinat l'etiologia del TCL. Un d'ells és el realitzat per Moruzzi, Rijsdijk i Battaglia, que conclou que el TCL és en part heretable, tot i que menys que el TDAH. Per la seva banda, Graham i col·laboradors han establert una associació entre el TCL i l'exposició alcohòlica prenatal, mentre que Camprodon-Rosanas i col·laboradors l'associen amb l'exposició al tabac durant l'embaràs.
Així mateix, Barkley, en el seu estudi amb nens dels EUA, va trobar relacions significatives entre el TCL i un baix nivell educatiu i retribució econòmica anual dels pares. Els resultats de l'estudi de Camprodon-Rosanas i col·laboradors van en la mateixa línia. Aquestes troballes semblen indicar que els estressors ambientals tenen una forta influència en el desenvolupament del TCL.
En tot cas, com el TDAH, el més probable és que el TCL sigui a causa de múltiples factors.

## Diagnosi
Segons Saxbe i Barkley, es pot sospitar de TCL quan hi ha indicis d'inatenció acompanyats d'absència d'hiperactivitat o impulsivitat, i quan hi ha hipoactivitat, passivitat i retraïment social. Recentment han aparegut diferents qüestionaris per avaluar el TCL. Segons Barkley, si els pares indiquen que almenys 3 dels 12 criteris definits anteriorment es donen sovint, i hi ha evidència que aquests símptomes provoquen alteració, aleshores podem diagnosticar de TCL.

## Tractament
Només uns pocs estudis han investigat sobre el tractament del TCL. A nivell farmacològic, Wietecha i col·laboradors van obtenir eficàcia sobre els símptomes del TCL mitjançant l'atomoxetina, un inhibidor noradrenèrgic. Així mateix, Pfiffner i col·laboradors van demostrar en el seu estudi que els nens amb TCL responien bé als mètodes tradicionals de modificació de conducta a casa i a l'escola.

## Prevalença
Encara són pocs els estudis centrats en determinar la prevalença del TCL. Probablement, l'estudi més important realitzat a dia d'avui en aquest àmbit és el realitzat per Barkley, on es va trobar una prevalença del 6% en la població infanto-juvenil dels EUA. Recentment, Camprodon-Rosanas i col·laboradors han publicat un estudi on es troba una prevalença de l'11% de TCL en els nens i nenes d'entre 7 i 10 anys de la ciutat de Barcelona.
Leopold i col·laboradors han publicat recentment un estudi longitudinal dut a terme al llarg de 10 anys on suggereixen que el TCL presenta invariança temporal i estabilitat en les diferents etapes evolutives.
Diversos estudis apunten que no existeixen diferències entre gèneres. Tampoc l'edat sembla tenir cap efecte important.

## Història
Tot i que s'han descrit casos de TCL des de fa més de dos segles, no és fins a la dècada de 1980 que va començar la recerca específica sobre el tema. Malgrat cometre l'error d'incloure la impulsivitat entre els símptomes d'inatenció, l'aparició del DSM-III, i la seva diferenciació entre el TDA amb hiperactivitat (TDA+H) i sense hiperactivitat (TDA-H), va marcar un abans i un després. El primer article en parlar de temps cognitiu lent va ser un estudi conduit per Lahey, Schaughency, Frame i Strauss, on es definien els subjectes TDA-H com a ansiosos, tímids i impopulars, diferenciant-los dels TDA+H, que mostraven més problemes de conducta i agressivitat. En el subseqüent article, Lahey i col·laboradors, arribaven a la conclusió de que el TCL era un trastorn d'atenció diferent del TDA+H, i que ambdós trastorns no compartien el mateix dèficit atencional. Carlson, Lahey i Neeper van realitzar un nou estudi comparant a nivell cognitiu les dues presentacions de TDA, arribant a la conclusió de que diferien més en temes conductuals, emocionals i socials que en mesures cognitives. El mateix estudi va ser el primer en avaluar el rendiment acadèmic d'aquests alumnes. Els resultats foren que, per bé que els dos grups de TDA mostraven pitjors resultats que els controls en tasques de lletreig i lectura, els TDA-H rendien pitjor en l'àrea de matemàtiques.
Per bé que el DSM-III-R va eliminar la distinció entre TDA+H i TDA-H per manca de suport empíric, el DSM-IV va recuperar la distinció, aquest cop entre TDAH de tipus combinat (TDAH-C) i TDAH de tipus inatent (TDAH-I). Milich, Balentine i Lynam van realitzar una anàlisi factorial per comparar els símptomes del TDAH i del TCL, trobant 3 factors diferenciats corresponents als símptomes d'inatenció, d'hiperactivitat i de TCL. Estudis posteriors utilitzant el mateix mètode van arribar a la mateixa conclusió. Carlson i Mann van dur a terme un dels primers estudis comparant nens amb TDAH-I amb i sense símptomes del TCL. Els resultats van ser que ambdós grups presentaven inatenció i problemes d'aprenentatge, però els nens amb TCL mostraven menys problemes externalitzants i nivells més alts de tristesa, ansietat, disfunció social i comportament reservat.